# 1904.
◄ | 19. stoljeće | 20. stoljeće | 21. stoljeće | ►
◄ | 1870-ih | 1880-ih | 1890-ih | 1900-ih | 1910-ih | 1920-ih | 1930-ih | ►
◄◄ | ◄ | 1901. | 1902. | 1903. | 1904. | 1905. | 1906. | 1907. | ► | ►►
Arhitektura • Astronomija • Biologija • Film • Fotografija • Glazba • Kazalište • Kemija • Kiparstvo • Knjige • Književnost • Kršćanstvo • Meteorologija • Medicina • Planinarstvo • Politika • Pravo • Promet • Slikarstvo • Strip • Šport • Televizija • Znanost • Zrakoplovstvo • Željeznički promet

## Događaji
- U Parizu osnovan Međunarodni savez automobilskih klubova (Association Internationale des Automobiles Clubs Reconnus, AIACR).[1]
- U Italiji službeno osnovana Katolička akcija.
- 21. svibnja – U Parizu osnovana najviša svjetska nogometna organizacija FIFA
- 16. studenog – John Ambrose Fleming izumio vakuumsku cijev.
- 23. studenog – Zatvorene su 3. Olimpijske igre u St. Louisu.

- s radom je započela tvornica u Solinu Sveti Kajo, danas u okviru tvornice Cemex[2]

## Rođenja

### Siječanj – ožujak
- 18. siječnja – Cary Grant, američki filmski glumac († 1986.)
- 22. siječnja – George Balanchine, ruski baletni koreograf († 1983.)
- 2. veljače – Bozorg Alavi, iranski pisac i politički intelektualac († 1997.)
- 2. veljače – Vera Šnajder, bosanskohercegovačka matematičarka († 1976.)
- 23. veljače – William L. Shirer, američki novinar i povjesničar († 1993.)
- 2. ožujka – Theodor Seuss Geisel, američki pisac i crtač stripa († 1991.)
- 18. ožujka – Srečko Kosovel, slovenski pjesnik († 1926.)
- 20. ožujka – B. F. Skinner,  američki psiholog († 1990.)
- 24. ožujka – Adolf Butenandt, njemački kemičar († 1995.)
- 30. ožujka – Aleksandrina da Costa, portugalska blaženica i mističarka († 1955.)

### Travanj – lipanj
- 6. travnja – Kurt Georg Kiesinger, njemački političar i državnik († 1988.)
- 8. travnja – John Hicks, britanski ekonomist i nobelovac († 1989.)
- 18. travnja – Drago Gervais, hrvatski književnik († 1957.)
- 22. travnja – Robert Oppenheimer, američki fizičar († 1967.)
- 11. svibnja – Salvador Dali, španjolski slikar († 1989.)
- 2. lipnja – Johnny Weissmüller, američki plivač i glumac († 1984.)
- 7. lipnja – Vladimir Gortan, hrvatski politički djelatnik († 1929.)

### Srpanj – rujan
- 12. srpnja – Pablo Neruda, čileanski pjesnik († 1973.)
- 16. srpnja – Leo Joseph Suenens, belgijski kardinal († 1996.)
- 24. srpnja – Delmer Daves, američki režiser i scenarist († 1977.)
- 13. kolovoza – Amand Alliger, hrvatski glumac, redatelj i pisac († 1990.)
- 19. kolovoza – Nikola Šop, bosanski i hrvatski pjesnik († 1982.)
- 26. kolovoza – Christopher Isherwood, britanski pisac († 1986.)
- 31. kolovoza – Zlatka Radica, hrvatska operna pjevačica († 1990.)
- 27. rujna – Edvard Kocbek, slovenski književnik († 1981.)

### Listopad – prosinac
- 1. listopada – Otto Robert Frisch, austrijski nuklearni fizičar († 1979.)
- 2. listopada – Graham Greene, engleski književnik († 1991.)
- 4. studenoga – Walter Joseph Ciszek, američki misionar († 1984.)
- 22. studenoga – Louis Néel, francuski fizičar († 2000.)
- 11. prosinca – Božena Kraljeva, hrvatska glumica († 1989.)
- 17. prosinca – Bernard Lonergan, kanadski filozof († 1984.)
- 22. prosinca – Władysław Bukowiński, poljski blaženik († 1974.)
- 31. prosinca – Zoja Dumengjić, hrvatska arhitektica († 2000.)

## Smrti

### Travanj – lipanj
- 8. svibnja – Eadweard Muybridge, američki fotograf (* 1830.)
- 13. svibnja – Eugen Kumičić, hrvatski književnik i političar (* 1850.)
- 15. svibnja – Jamsetji Tata, indijski industrijalac (* 1839.)
- 15. lipnja – Anton Pavlovič Čehov, ruski književnik (* 1860.)

### Srpanj – rujan
- 9. kolovoza – Friedrich Ratzel, njemački geograf, sociolog i etnograf (* 1844.)
- 29. kolovoza – Murat V., turski sultan (* 1840.)
- 21. rujna – Hinmaton-yalatkit (Joseph), poglavica plemena Nez Percé.
- 24. rujna – Niels Ryberg Finsen, danski znanstvenik (* 1860.)

### Listopad – prosinac
- 7. prosinca – Adolf Waldinger, hrvatski slikar (* 1843.)
- 25. prosinca – Dinko Vitezić, hrvatski književnik (* 1822.)

## Nobelova nagrada za 1904. godinu
- Fizika: John William Strutt Rayleigh
- Kemija: Sir William Ramsay
- Fiziologija i medicina: Ivan Pavlov
- Književnost: Frédéric Mistral i José Echegaray
- Mir: Institut za međunarodno pravo

## Vanjske poveznice
|  | Zajednički poslužitelj ima još gradiva o temi 1904. |